# Рэйчел Гарретт
Ре́йчел Га́рретт (англ. Rachel Garrett) — персонаж научно-фантастической вселенной «Звёздный путь».
В эпизоде «Вчерашний Энтерпрайз» (англ. Yesterday's Enterprise) сериала «Звёздный путь: Следующее поколение» её роль исполнила Триция О’Нилл.

## Вымышленная биография
Рейчел командовала звездолётом «Энтерпрайз NCC-1701-C». Она стала первой женщиной — капитаном звездолёта, носящего имя «Энтерпрайз».
В 2344 году Гарретт приказала направить судно к терпящей бедствие Клингонской заставе «Наренра III», но была атакована четырьмя ромуланскими судами. Во время этого столкновения судно попало во временную аномалию и появилось 22 годами позже в альтернативной реальности.
Здесь Объединённая федерация планет находится на грани поражения в войне с клингонами. Капитан звездолёта «Энтерпрайз-D» Жан-Люк Пикар убеждает Гарретт, что жертва её судна может улучшить отношения с клингонами и предотвратит войну.
Гарретт соглашается направить свой корабль назад, в 2344-й. Однако Гарретт убивают, и в последний бой корабль ведёт лейтенант Ричард Кастилло. Это предотвращает войну и восстанавливает нормальный ход времени.